# 下施托肯
下斯托肯是瑞士的城鎮，位於該國中西部，由伯恩州負責管轄，面積5.48平方公里，五成半土地是森林，海拔高度634米，2011年人口258，人口密度每平方公里47人。